# Dirk IV van Valkenburg
Dirk IV van Valkenburg (Valkenburg?, ca 1310 - Vottem, 19 juli 1346) was een 14e-eeuwse ridder uit het adellijke Huis Valkenburg-Heinsberg. Hij was onder andere heer van Valkenburg en Monschau-Bütgenbach. Dirk was een avontuurlijk ridder, die gewapende conflicten niet uit de weg ging. Zijn regeerperiode kenmerkte zich door de geleidelijke machtstoename van het hertogdom Brabant in het Maas-Rijnland.

## Biografische schets
Het exacte geboortejaar en de geboorteplaats van Dirk van Valkenburg zijn niet bekend. Waarschijnlijk werd hij omstreeks 1310 geboren als tweede zoon van Reinoud van Valkenburg (ca. 1283? - 1333) en Maria van Boutershem (ca. 1287 - na 1325). Zoals gebruikelijk voor jongere zonen uit adellijke geslachten, koos hij voor een geestelijke loopbaan. Hij trad al op jonge leeftijd in als kanunnik bij het Akense Domkapittel, in dezelfde stad waar zijn vader vanaf 1305 schout was.
Nadat Dirks oudste broer en beoogde erfopvolger Walram II was gesneuveld bij de verdediging van de Valkenburgse hoogteburcht in 1329, trad Dirk uit de geestelijke stand, om zijn vader bij gelegenheid als heer van Valkenburg en Monschau op te volgen. Dat moment kwam al vrij snel, want Reinoud werd in 1333 dodelijk door een pijl getroffen bij de belegering van de burcht van Monschau door de Brabanders. Die burcht was op dat moment zijn enige bezitting. Valkenburg was in 1329 verloren gegaan en het land van Valkenburg was door de Brabanders onder voogdij van Arnold I van Hulsberg gesteld, een lid van de plaatselijke lagere adel. Dirk volgde dus aanvankelijk zijn vader slechts in Monschau op.

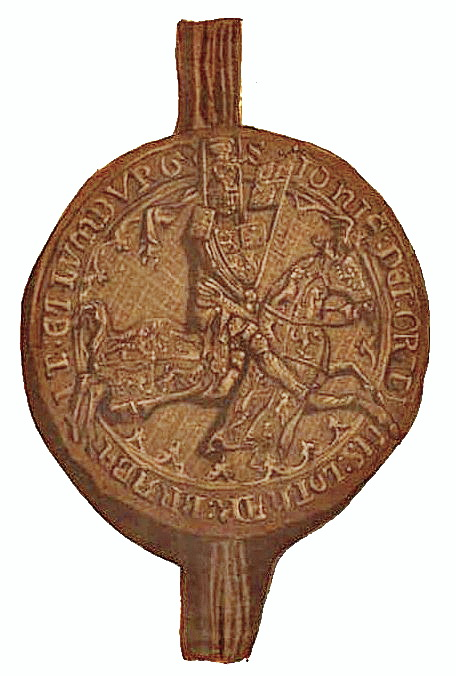
Zegel Jan III

Evenals zijn vader Reinoud, sloot Dirk zich aan bij de alliantie tegen de hertog van Brabant, Jan III, die in deze periode een sterk expansionistische politiek voerde. De anti-Brabantse alliantie bestond onder anderen uit prins-bisschop Adolf van der Mark van Luik, graaf Lodewijk IV van Loon, hertog Reinoud II van Gelre, graaf Willem V van Gulik en hertog Jan de Blinde van Luxemburg. Later traden ook de graaf van Henegouwen en de graaf van Vlaanderen tot het bondgenootschap toe. In april 1332 kwam het tot schermutselingen bij Fexhe-Slins, het begin van de vierde fase in de Luiks-Brabantse oorlogen. Nadat in maart 1334 de stad Maastricht was bezet (Beleg van Maastricht, 1334), evenals Sittard en de burcht Rode in het land van 's-Hertogenrade, volgde een wapenstilstand en onderhandelingen. Koning Filips VI van Frankrijk werd gevraagd te bemiddelen in het uit de hand gelopen conflict en deze bepaalde nog in hetzelfde jaar dat Brabant Valkenburg moest teruggeven. Ook Sittard, Heerlen, het kasteel Bautersheim en enkele andere bezittingen gingen terug naar Valkenburg, waarmee Dirk IV in al zijn waardigheden was hersteld.
Nog in datzelfde jaar verkocht Dirk Susteren en Dieteren aan zijn oom Jan van Valkenburg, heer van Born. Net als zijn voorgangers ontving hij tevens het burgerschap van Keulen. Als raadsheer van graaf Reinoud II van Gelre nam hij een voorname plaats in tussen de edelen van het Rijn-Maasgebied. Door zijn huwelijk in 1336 met Machteld van Voorne, dochter van de heer van Voorne en burggraaf van Zeeland, verkreeg hij ook in West-Nederland aanzien. Na het overlijden van Gerard van Voorne werd hij door graaf Willem IV van Holland beleend met de Zeeuwse bezittingen, waarbij hij de verplichting op zich nam de Hollandse graaf, indien gewenst, met 150 bewapende mannen bij te staan.

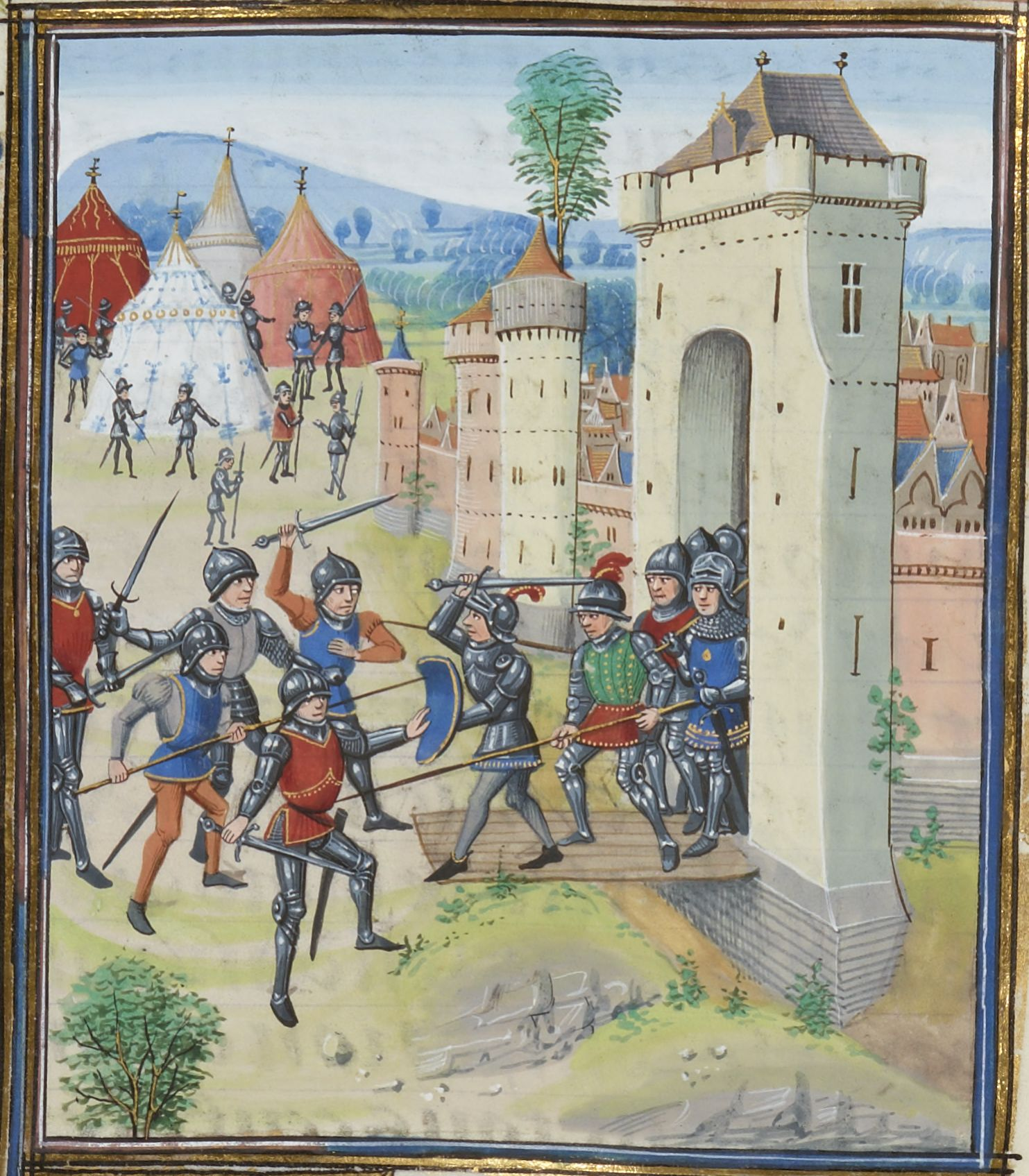
Scène uit de Honderdjarige Oorlog

In 1337 raakt Dirk IV betrokken bij de strijd tussen de Fransen en Engelsen, doordat de graaf van Holland bij het begin van de Honderdjarige Oorlog eerst de kant van Eduard III van Engeland koos, daarna zijn steun gaf aan Filips VI van Frankrijk, om zich vervolgens weer bij de Engelse koning aan te sluiten. Zo leverde Dirk in 1337 200 gewapende mannen aan Edward III. In februari 1338 verdedigde hij de graaf van Holland tegen beschuldigingen van samenzwering tegen de Franse koning. Eveneens in 1338 streed hij aan Brabantse zijde tegen de Luikenaren. In hetzelfde jaar volgde een uitspraak in een conflict over de voogdij van de proosdij van Meerssen, die (opnieuw) aan Dirk werd toegewezen.
In 1339 ging de Frans-Engelse oorlog in volle hevigheid verder. In ruil voor militaire steun, ontving Dirk van de Engelse koning een schuldbrief ter waarde van 30.000 gulden, waarna Dirk de oorlog verklaarde aan de Franse Oorlog. In 1340 verdedigde hij met succes de Henegouwse hoofdstad Le Quesnoy tegen de oprukkende Franse legers, waarna hij in hetzelfde jaar deelnam aan het Beleg van Doornik. In 1341 beklaagde Dirk zich bij Eduard III over het uitblijven van de beloofde betaling, waarna hij een kwart van het afgesproken bedrag ontving.
In 1343 schijnt Dirk overwogen te hebben om als kruisvaarder deel te nemen aan de strijd tegen de Moren in Granada. Op 12 oktober 1343 stierf Reinoud van Gelre. Jan van Valkenburg, Dirks oom en heer van Born, werd benoemd tot rentmeester en deze zorgde er waarschijnlijk voor dat Dirk IV stadhouder van Gelderland werd, totdat Reinouds zonen meerderjarig zouden zijn. Doordat de verstandhouding met zijn oom verslechterde, gaf Dirk deze taak voortijdig op.
In 1345 maakte hij een pelgrimstocht naar het Heilige Land. Na thuiskomst steunde hij de nieuwe prins-bisschop van Luik, Engelbert III van der Mark, in zijn strijd tegen de opstandige burgers van Luik en Hoei. In juli 1346 sneuvelden ongeveer 400 ridders op het slagveld bij Vottem, enkele kilometers ten noorden van Luik. Dirk IV van Valkenburg was slechts een van de 40 hoogadellijke ridders die in de veldslag bij Vottem het leven lieten.

## In retrospectief
De 14e-eeuwse Luikse kroniekschrijver Jacques de Hemricourt schreef over Dirk IV dat hij sterk op zijn vader geleek en zeer bemind, maar ook zeer gevreesd was.